# Steppeluzernevlinder
De steppeluzernevlinder (Colias chrysotheme) is een dagvlinder uit de familie Pieridae, de witjes.
De voorvleugellengte bedraagt 21 tot 27 millimeter. Het mannetje heeft gele vleugels, met zwarte buitenrand, waar de aders geel in doorlopen. Het vrouwtje heeft oranje vleugels met gele vlekken in de zwarte buitenrand.

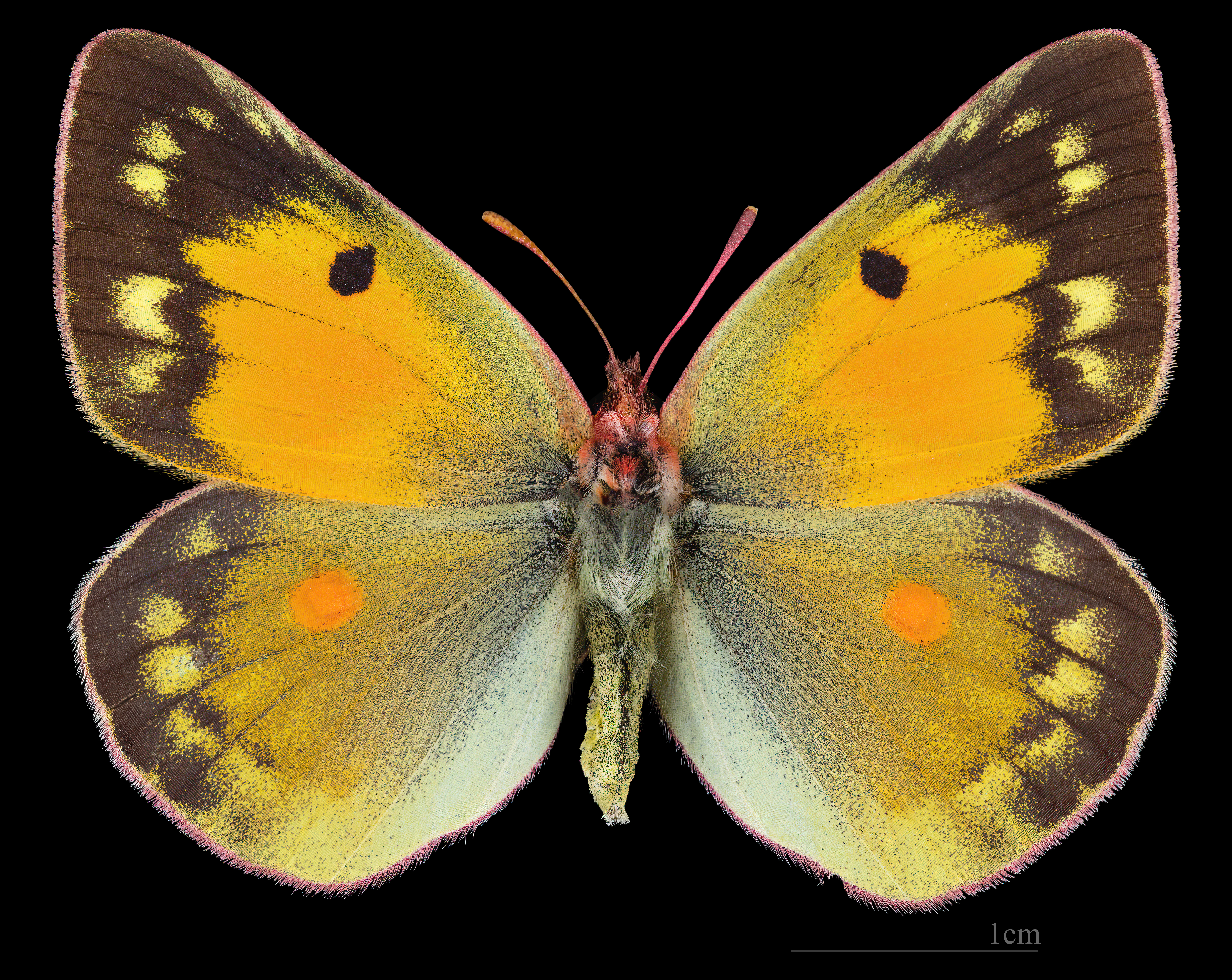
Colias chrysotheme ♀
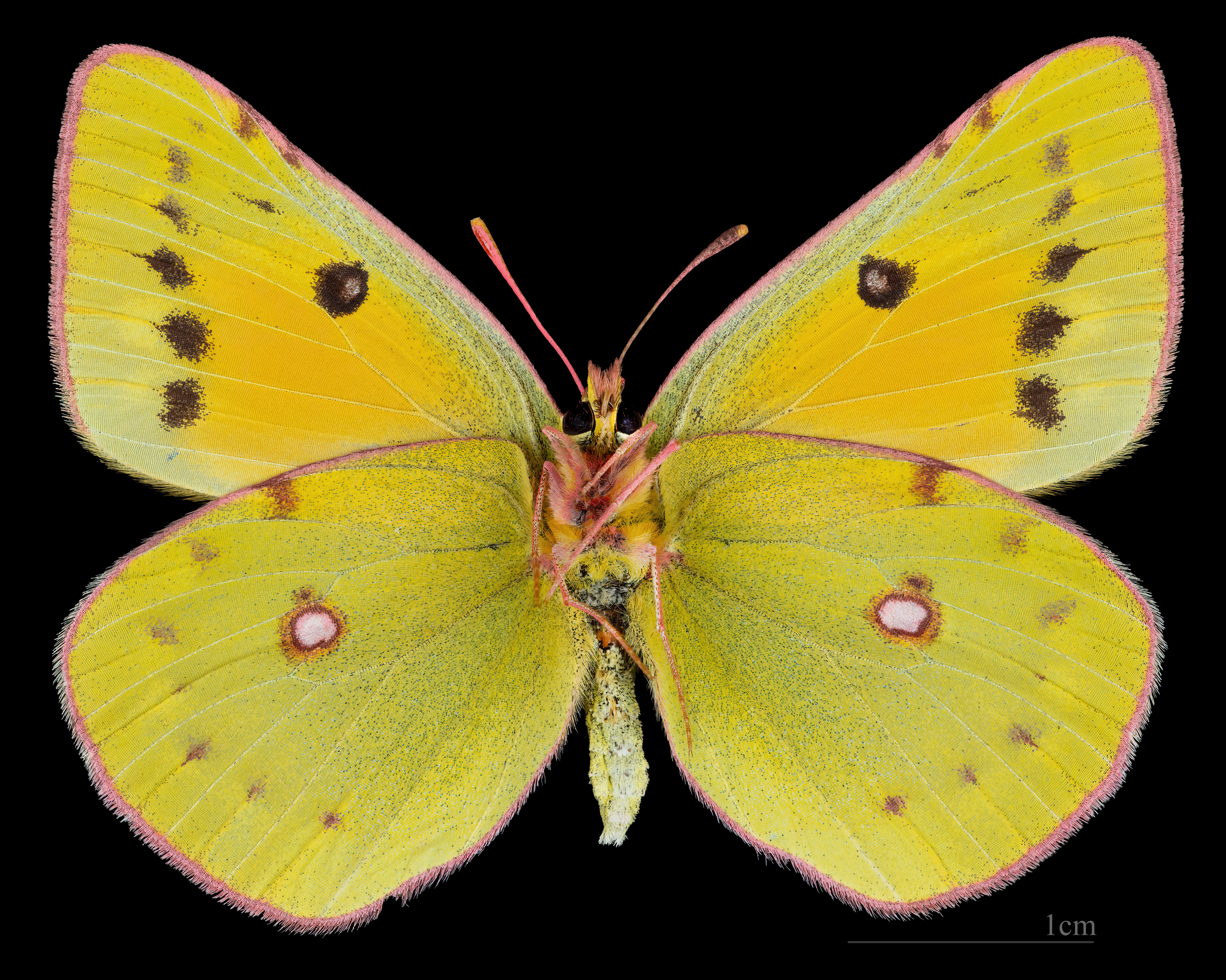
Colias chrysotheme ♀ △

De waardplant voor de steppeluzernevlinder is vooral Astragalus asutriacus, maar ook hokjespeul en wikke-soorten worden gebruikt.
De soort komt voor in het gebied van Tsjechië en het oosten van Oostenrijk, via Slowakije, Roemenië, Hongarije en Oekraïne tot in Rusland. In Nederland is de soort eenmaal waargenomen, in 1917 in Midden-Limburg. De vlinder heeft een voorkeur voor droge graslanden en steppes. De soort overwintert als rups.
De vliegtijd is van april tot oktober in drie tot vier jaarlijkse generaties.

## Ondersoorten
De volgende ondersoorten van de steppeluzernevlinder zijn beschreven:
- Colias chrysotheme chrysotheme (Esper, 1781)
- Colias chrysotheme audre Hemming, 1833
- Colias chrysotheme elena Gorbunov, 1995